# Bahnhof Leipzig/Halle Flughafen

Der Bahnhof Leipzig/Halle Flughafen ist eine Betriebsstelle der Schnellfahrstrecke Eltersdorf–Leipzig Hbf. Der Bahnhof befindet sich in Schkeuditz am Flughafen Leipzig/Halle zwischen den beiden Großstädten Leipzig und Halle (Saale). Er wurde, zunächst nur mit einseitiger Anbindung nach Leipzig, am 15. Dezember 2002 eröffnet. Nach vollständiger Inbetriebnahme des ersten Bauabschnitts der Neubaustrecke zwischen Gröbers und Leipzig am 30. Juni 2003 konnten auch durchgehende Züge von und nach Halle (Saale) den Flughafenbahnhof nutzen.

## Aufbau
Der viergleisige Bahnhof verfügt über zwei je 410 m lange Seitenbahnsteige an den außen liegenden Überholgleisen. Nur auf der Ostseite gibt es ein Weichentrapez zwischen den durchgehenden Hauptgleisen. In Verlängerung des nördlichen Bahnsteiggleises Richtung Gröbers befindet sich ein Kehrgleis für hier endende Regionalzüge. Durch diese Lage bedingt besteht an den Bahnsteigen kein sauberer Richtungsbetrieb. Die beiden inneren Gleise dienen durchfahrenden Zügen. Die Bahnsteige sind auf einer Länge von ca. 300 m durch segelartig gestaltete Kunststoffmembranen überdacht, die an Stahlbögen befestigt wurden. Die Bahnsteige liegen direkt unterhalb des Flughafen-Abfertigungsgebäudes. Rolltreppen und Aufzüge verbinden die Bahnsteige direkt mit dem Check-In-Bereich.

## Geschichte
Ein Kabinettsbeschluss der sächsischen Landesregierung forderte, dass eine Neubaustrecke im Raum Leipzig über den Flughafen zu führen war.
Der Bahnhof war Teil des Planfeststellungsabschnitts 3.2 der Neubaustrecke. Nach dem Planungsstand von 1995 sollte der Bahnhof beim Baukilometer 102,0 der Neubaustrecke liegen.

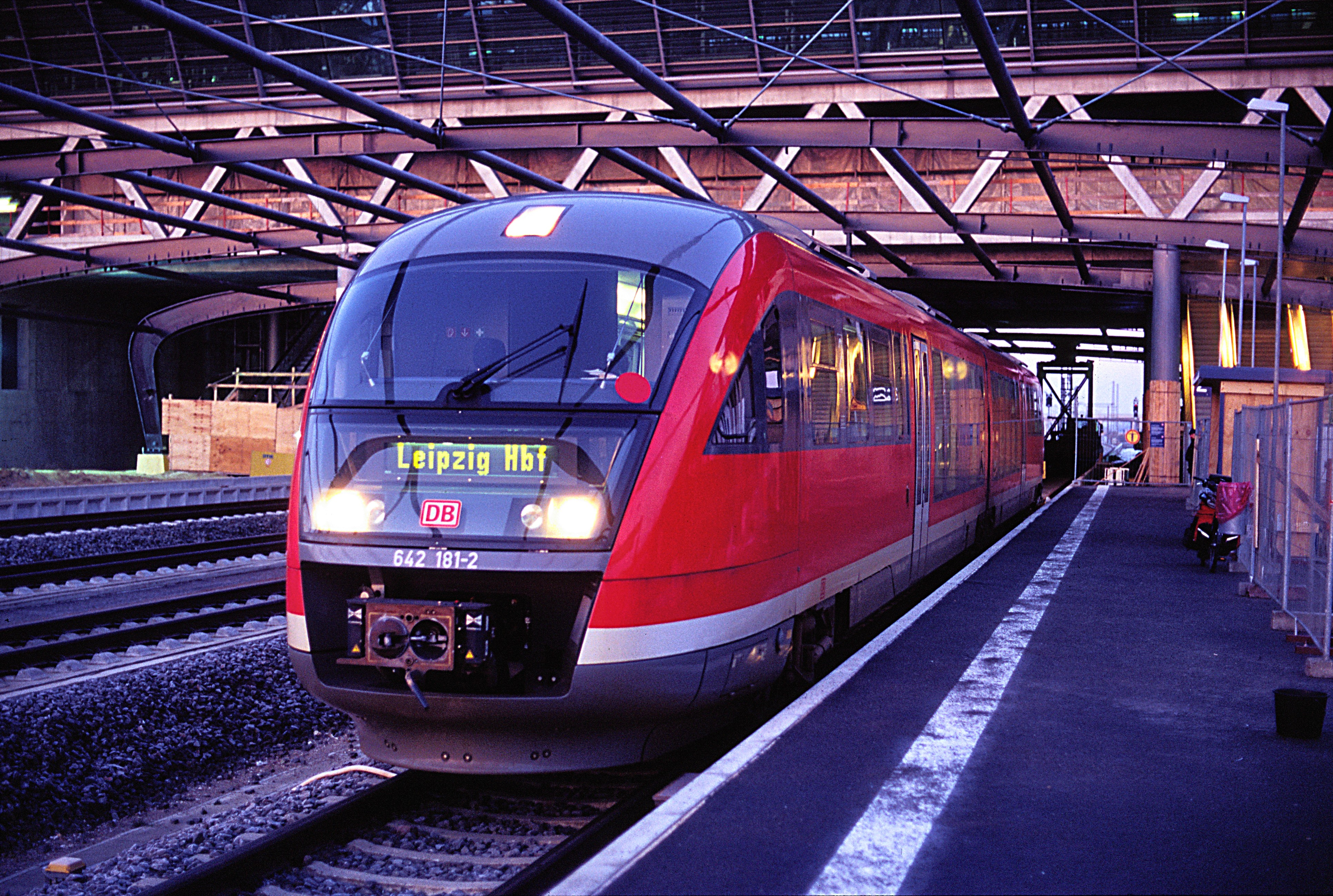
Vorlaufbetrieb am 20. Dezember 2002, der Bahnhof ist eine Baustelle mit einer Bahnsteiglänge, die nur für einen Doppeltriebwagen ausreichend ist.

Anfang 2001 wurde eine Verzögerung bei der Inbetriebnahme des Bahnhofs bekannt. Aufgrund geologischer Probleme im ehemaligen Bergbaugebiet am Bahnknoten Gröbers wurde die Inbetriebnahme des Streckenabschnitts Leipzig–Gröbers(–Halle) um ein Jahr, auf 2003, verschoben.
Zum Fahrplanwechsel am 15. Dezember 2002 ging zunächst der Streckenabschnitt zwischen Leipzig und dem Flughafenbahnhof in Betrieb. Zunächst kamen dabei Triebwagen der Baureihe 642 zum Einsatz. Die Deutsche Bahn begründete dies mit dem niedrigen Fahrgastaufkommen. Zwar war die Strecke von Anfang an elektrifiziert, das Kettenwerk endete jedoch noch vor den Ausfahrsignalen Richtung Leipzig, die Bahnsteiggleise waren gar nicht überspannt. Anfang 2003 nutzten rund 600 Fahrgäste pro Tag den halbstündlich zwischen dem Flughafen, dem Messegelände und dem Hauptbahnhof Leipzig verkehrenden Flughafenexpress. Im Knoten Gröbers liefen zu dieser Zeit noch Arbeiten zur Anbindung der Neubaustrecke.
Im Frühjahr 2003 wurde auf dem Bahnhof ein 24-Stunden-Fahrkartenschalter ebenso erprobt wie Fahrkartenautomaten, bei denen erstmals Nah- und Fernverkehrfahrkarten am selben Automat erworben werden konnten.
Am 30. Juni 2003 wurde nach der Fertigstellung der Schnellfahrstrecke bis Gröbers und des Bahnhofs Gröbers der Fernverkehrsbetrieb aufgenommen. Der Bahnhof wurde dabei von Zügen der IC-Linien 55 (Dresden–Dortmund) und 56 (Leipzig–Oldenburg) bedient. Auch die Regionalverkehrslinie wurde nach Halle durchgebunden und auf mit elektrischen Lokomotiven bespannte Doppelstockwendezüge umgestellt. An diesem Tag wurde der Bahnhof dann auch offiziell „eröffnet“. Gegen 10 Uhr trafen dazu Sonderzüge aus Leipzig und Magdeburg ein.
Die Wirtschaftlichkeitsuntersuchung für den City-Tunnel Leipzig ging von zwei zu einem Halbstunden-Takt überlagerten Regionalexpresslinien zwischen dem Flughafenbahnhof und der Leipziger Innenstadt aus.
Am 3. Mai 2019 wurde das Reisezentrum im Bahnhof geschlossen, der Verkauf von Fahrkarten erfolgt seit dem 4. Mai 2019 durch eine Agentur.

## Verkehrsanbindung

### Regionalverkehr
Anfang 2001 war die Anbindung des Flughafens im 20-Minuten-Takt durch Regionalbahnen der Linie Halle–Leipzig vorgesehen.
DB Regio kündigte Mitte 2002 an, ab Ende des Jahres einen Shuttleverkehr zum Flughafen einzurichten. Ein zu Grunde liegender Verkehrsvertrag lag dabei nicht vor.
Eine Regionalexpresslinie verkehrte auf der Strecke Leipzig Hbf–Leipzig Messe–Flughafen Leipzig/Halle–Halle (Saale) Hbf. Die Züge dieser Linie verkehrten täglich von 4 bis 23 Uhr im Halbstundentakt, wobei jeder zweite Zug von Leipzig am Flughafen endete, sodass von und nach Halle nur ein Stundentakt bestand. Von Dezember 2009 bis April 2011 wurden die Verdichter zwischen Leipzig Hbf und dem Flughafen von der Mitteldeutschen Regiobahn betrieben. Im Nachtverkehr verkehrten die Züge nur stündlich zwischen Leipzig Hbf und dem Flughafenbahnhof. Die komplette Linie zwischen Leipzig und dem Leipzig/Halle Flughafen wurde 2011 aus finanziellen Gründen abbestellt. Der Abschnitt Flughafen–Halle (Saale) Hbf wurde im Nachtverkehr nur in den Nächten vor arbeitsfreien Tagen bedient.
Der Bahnhof Flughafen Leipzig/Halle gehört in das Verbundgebiet des Mitteldeutschen Verkehrsverbundes (MDV) und liegt in dessen Tarifzone 163.
Mit der Fertigstellung des City-Tunnels Leipzig im Dezember 2013 wurde der Flughafenbahnhof in das Netz der S-Bahn Mitteldeutschland integriert, die Regionalexpresslinie wurde durch die S-Bahn-Linien S5 und S5X ersetzt. Die Züge der Linie S5 endeten mit Ausnahmen von Leipzig am Flughafen, als Folge des Umbaues des Bahnhofs Halle (Saale) Hbf zwischen 2015 und 2019 betraf das zeitweise stattdessen die Linie S5X. Seit dem 9. Dezember 2018 verkehren beide Linien durchgehend bis und ab Halle.

### Fernverkehr
Vor dem Fahrplanwechsel 2015/16 war der Bahnhof an der Neubaustrecke Erfurt–Leipzig/Halle mit stündlich verkehrenden Intercity-Zügen an die Städte Hannover, Magdeburg, Halle (Saale) und Leipzig angeschlossen. Zweistündlich verkehrten die Züge weiter nach Köln bzw. Norddeich. Im Dezember 2015 wurde die Neubaustrecke bis Erfurt in Betrieb genommen, wobei fast alle ICE ohne Halt durchfahren. Weiterhin wurde der Halt der Linie 55 nach Köln gestrichen. Es blieb eine zweistündliche IC-Anbindung.
Ab dem 19. Februar 2016 entfiel der Verkehrshalt der Fernverkehrszüge im Bahnhof Flughafen Leipzig/Halle. Mit dem Wegfall des Haltes sollte die Pünktlichkeit der IC-Züge erhöht werden.
Nach anderen Berichten soll die in Folge von Wankproblemen der Intercity 2 zwischen Gröbers und Leipzig-Mockau für diese Fahrzeuge auf 120 km/h herabgesetzte Höchstgeschwindigkeit damit kompensiert werden. Seit dem Fahrplanwechsel im Dezember 2016 halten die IC-Züge der Linien Emden–Hannover–Leipzig und Dresden–Hannover–Köln wieder im Bahnhof. Mit dem Fahrplanwechsel 2017 entfielen die bisher letzten ICE-Halte. Somit wird der Bahnhof im Fernverkehr nur noch durch IC bedient.
Im Jahr der Inbetriebnahme hielten werktäglich durchschnittlich 33 Fernverkehrszüge. Im Dezember 2015 hielten werktäglich noch durchschnittlich 16, zwischen 19. Februar und 10. Dezember 2016 nur zwei Fernverkehrszüge.

### Linienübersicht
| Linie | Linienverlauf | Takt (min) | EVU             |
| ----- | --- | ---------- | --------------- |
| IC 55 | Dresden – Leipzig Hbf – Flughafen Leipzig/Halle – Halle – Magdeburg – Hannover – Dortmund – Wuppertal – Köln                                  | 120        | DB Fernverkehr  |
| S 5   | Halle – Flughafen Leipzig/Halle – Leipzig Hbf – Leipzig-Connewitz – Böhlen – Altenburg – Lehndorf – Gößnitz – Crimmitschau – Werdau – Zwickau | 060        | DB Regio Südost |
| S 5X  | Halle – Flughafen Leipzig/Halle – Leipzig Hbf – Leipzig-Connewitz – Altenburg – Gößnitz – Crimmitschau – Werdau – Zwickau                     | 060        | DB Regio Südost |

### Ausblick
In dem im Juni 2020 vorgelegten dritten Gutachterentwurf des Deutschland-Takts sind für den Bahnhof ein halbstündliches S-Bahn-Angebot sowie 1,5 stündliche Zugpaare des Fernverkehrs hinterlegt.

### Öffentlicher Personennahverkehr
Im öffentlichen Personennahverkehr wird der Bahnhof Leipzig/Halle Flughafen durch die Buslinie 217, welche von Nordsachsen Mobil betrieben wird, angebunden. Die Linie stellt eine Verbindung zwischen dem Flughafen und den Großen Kreisstädten Schkeuditz und Delitzsch her. Als TaktBus verkehrt die Linie täglich alle zwei Stunden, wobei sie an Sonn- und Feiertagen nur als Rufbus und nur zwischen Schkeuditz, dem Flughafen und dem Biedermeierstrand am südlichen Schladitzer See fährt.

## Kosten und Finanzierung
Der 40 Millionen DM (etwa 20 Millionen Euro) teure Bahnhof (Stand: Anfang 2001) wurde durch den Freistaat Sachsen und die Deutsche Bahn finanziert.
Die Kosten des Bahnhofs wurden von der Bundesregierung Mitte 2014 mit etwa 11,7 Millionen Euro angegeben. Dabei handle es sich um zuwendungsfähige Baukosten inklusive 13 Prozent Planungskosten. Die Kosten des eigentlichen Bahnhofs werden mit zirka 5,7 Millionen Euro angegeben, die Kosten seiner Anbindung auf etwa 6,0 Millionen Euro.